# Stupoare (film)
Stupoare (titlu original: Psych-Out) este un film din 1968 despre hippie , muzică psihedelică și consum de droguri, produs și lansat de American International Pictures. Numit original The Love Children, titlul filmului a fost schimbat pentru a nu se crede că are legătură cu bastarzii. De aceea Samuel Z. Arkoff a venit cu un titlu bazat pe relansarea de succes a filmului Psycho.
Majoritatea cântecelor din film și de pe albumul soundtrack au fost interpretate de Storybook. Aceștia nu sunt, însă, menționați pe posterele filmului sau în alte articole legate de film. The Storybooks a fost o trupă locală din San Franciso Valley.
O fugară surdă sosește la Haight-Ashbury în căutarea fratelui ei și este ajutată de trei hippie.

## Legături externe
- Stupoare la Internet Movie Database
- Psych-Out la Allmovie
- Stupoare (film) la CineMagia